# Mycale magellanica
Mycale magellanica är en svampdjursart som först beskrevs av Ridley 1881.  Mycale magellanica ingår i släktet Mycale och familjen Mycalidae. Inga underarter finns listade i Catalogue of Life.